# Saint-Pierre-sur-Dropt
Saint-Pierre-sur-Dropt (okzitanisch Sent Pèir de Dròt) ist eine französische Gemeinde mit 358 Einwohnern (Stand 1. Januar 2022) im Département Lot-et-Garonne in der Region Nouvelle-Aquitaine (vor 2016 Aquitaine). Sie gehört zum Arrondissement Marmande und zum Kanton Les Coteaux de Guyenne. Die Einwohner werden Saint-Pierrois genannt.

## Geographie
Saint-Pierre-sur-Dropt liegt rund zwanzig Kilometer nördlich von Marmande am Dropt. Nachbargemeinden von Saint-Pierre-sur-Dropt sind Duras im Norden, Auriac-sur-Dropt im Osten, Lévignac-de-Guyenne im Süden sowie Taillecavat im Westen.

## Bevölkerungsentwicklung
| Jahr                       | 1962 | 1968 | 1975 | 1982 | 1990 | 1999 | 2006 | 2011 | 2018 |
| Einwohner                  | 260  | 282  | 295  | 263  | 244  | 226  | 254  | 285  | 349  |
| Quellen: Cassini und INSEE |      |      |      |      |      |      |      |      |      |

## Sehenswürdigkeiten

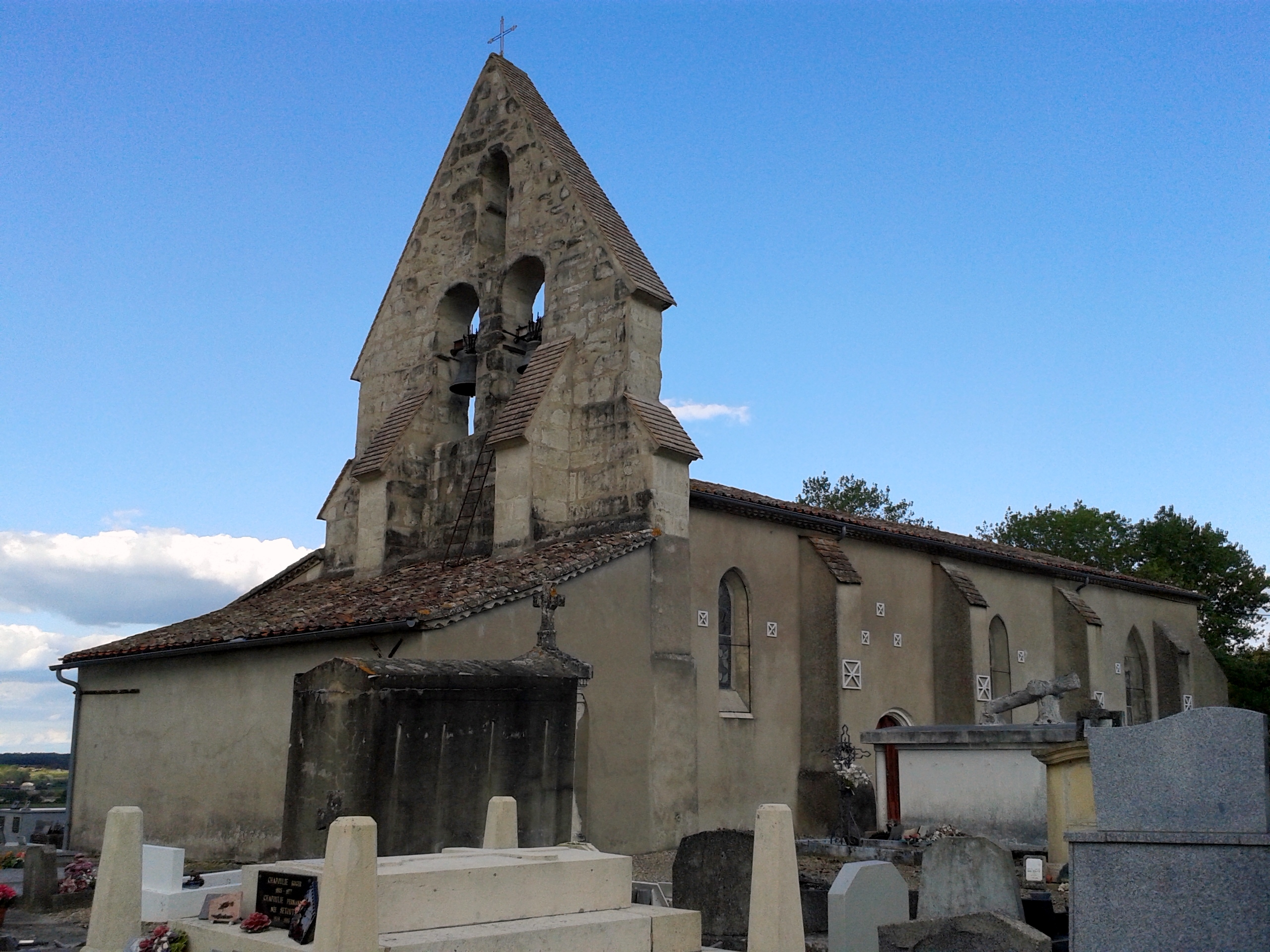
Kirche Saint-Pierre

- Kirche Saint-Pierre